# Oligostachyum glabrescens
Oligostachyum glabrescens är en gräsart som först beskrevs av Tai Hui Wen, och fick sitt nu gällande namn av Qing Fang Zheng och Y.M.Lin. Oligostachyum glabrescens ingår i släktet Oligostachyum och familjen gräs. Inga underarter finns listade i Catalogue of Life.